# Trnovec pri Dramljah
Trnovec pri Dramljah je naselje u slovenskoj Općini Šentjuru. Trnovec pri Dramljah se nalazi u pokrajini Štajerskoj i statističkoj regiji Savinjskoj. 

## Stanovništvo
Prema popisu stanovništva iz 2002. godine naselje je imalo 120 stanovnika.